# Verkhivtseve
Verkhivtseve (em ucraniano:   Верхівцеве) é uma cidade da Ucrânia, situada no Oblast de Dnipropetrovsk. Tem 14 km² de área e sua população em 2020 foi estimada em 10.148 habitantes.